# Staatliche Bergbau-Universität Sankt Petersburg

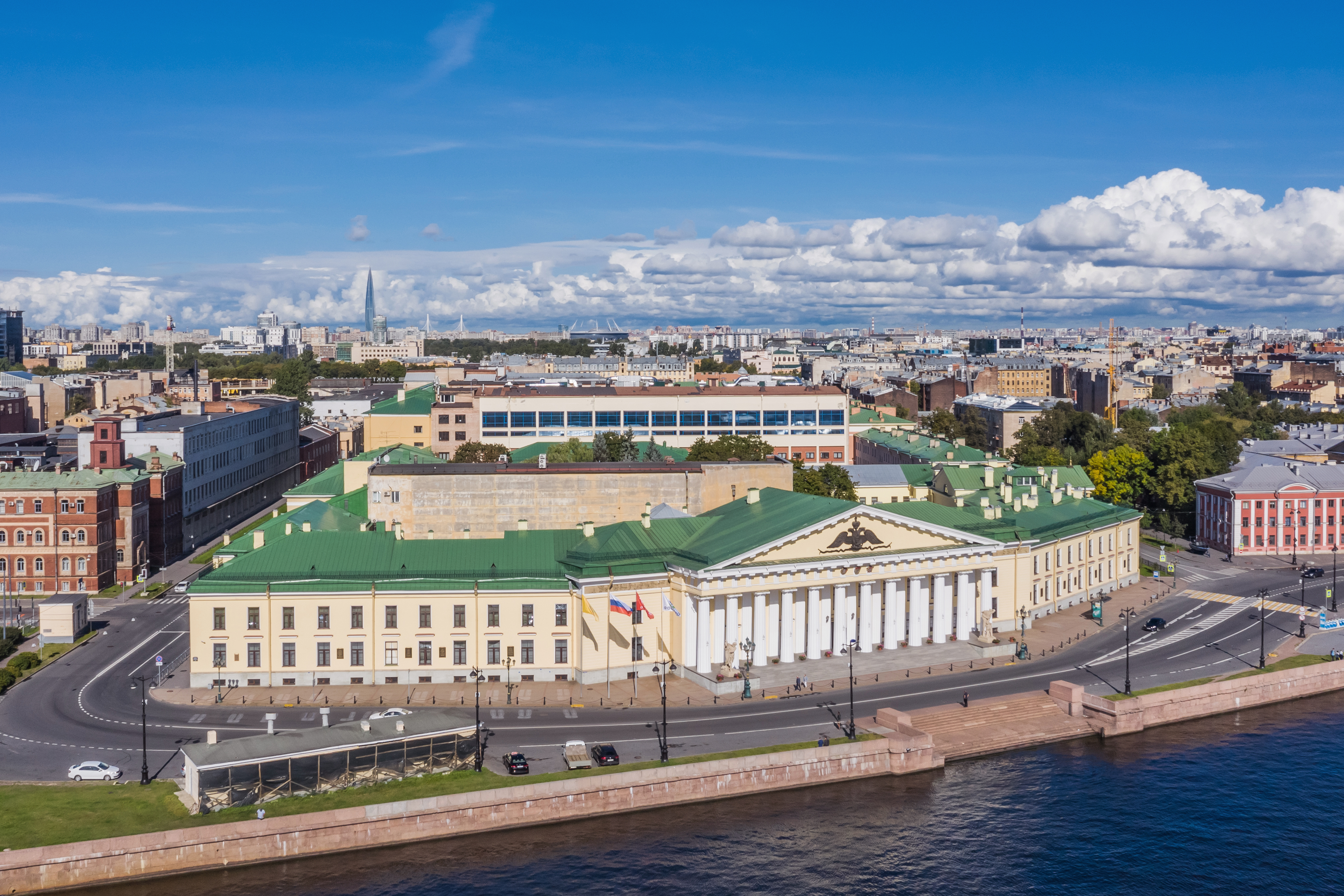
Hauptgebäude der Universität

Die Staatliche Bergbau-Universität in Sankt Petersburg (russisch Санкт-Петербургский горный университет Sankt-Peterburgski gorny uniwersitet), 1866–2011 Bergbauinstitut Sankt Petersburg (russisch Санкт-Петербургский горный институт Sankt-Peterburgski gorny institut), ist die älteste technische Universität in Russland.

## Geschichte
Die Hochschule wurde 1773 während der Regentschaft von Katarina der Großen gegründet und befindet sich in einem von Andrei Nikiforowitsch Woronichin entworfenen Gebäude am Ufer der Newa. Die Hochschule ist seit 1869 Sitz der Russischen Mineralogischen Gesellschaft. Die Universität pflegt ihre alten Traditionen; so wurde im Jahre 2000 das Tragen von Uniformen wieder eingeführt. Rektor ist seit 1994 der Oligarch und Milliardär Wladimir Litwinenko.
In der Universität befindet sich eine umfassende Sammlung von Mineralien, Gesteinen und paläontologischen Fundstücken.